# Schleswig-Holsteinischer Baseball und Softball Verband
Der Schleswig-Holsteinische Baseball und Softball Verband (SHBV) ist der für Schleswig-Holstein zuständige Landesverband des Deutschen Baseball und Softball Verbandes (DBV). In ihm sind 12 Baseball- und Softballvereine organisiert. Gegründet wurde der SHBV 1986, Vereinssitz ist Kiel. Die Geschäftsstelle ist beim Hamburger Baseball und Softball Verband (HBV) in Hamburg angesiedelt, mit dem auch eine gemeinsame Website unter dem Namen „S/HBV“ betrieben wird.

## Spielbetrieb
Der SHBV ist für die Organisation des Spielbetriebs unterhalb der drei DBV-Ligen zuständig. Sie erfolgt gemeinsam mit dem HBV, in der Softball-Verbandsliga Nord zudem mit dem Baseball- und Softballverband Berlin/Brandenburg (BSVBB) und dem Niedersächsischen Baseball und Softball Verband (NBSV). Darüber hinaus sind SHBV und HBV auch an der Ausrichtung des Spielbetriebs in Mecklenburg-Vorpommern beteiligt, wo es bisher keinen Landesverband gibt.
Ligastruktur Baseball:
- Verbandsliga
- Landesliga
- Bezirksliga
- Mecklenburg-Vorpommern Baseball Liga (MVBL)

Ligastruktur Softball:
- Verbandsliga Nord Pool A
- Verbandsliga Nord Pool B
- Verbandsliga
- Landesliga

Nachwuchsligen: 
- BB Junioren
- SB Juniorinnen
- BB Jugend
- BB Jugendliga I
- BB Jugendliga II
- SB Jugend
- Schüler
- Schüler I
- Schüler II
- T-Ball

## Vereine
mit Gründungsjahr und Kürzel
- Dithmarschen Prouds (2010 als Heide Prouds; HPR)
- Elmshorn Alligators (1989; ELM; auch 2. Baseball-Bundesliga)
- Fehmarn Islanders (Dänschendorf; FEI)
- Flensburg Baltics (2001; FLK)
- Holm Westend 69ers (1990; HWS; auch 2. Baseball-Bundesliga)
- Kaltenkirchen Tigers (2012; KKT)
- Kiel Seahawks (2005; KIL/KIS; auch 2. Baseball-Bundesliga)
- Lübeck Lizards (2008; LUB)
- Lütjensee Lakers (2006; TLU)
- North State Royals (Ahrensburg; ARO)
- Rendsburg Dolphins (1990; DOL)
- Schwentinental Hornets (2013; SHO)

## Meister
Meister der letzten Jahre waren folgende Vereine:

### Baseball-Verbandsliga
- 2014 Holm Westend 69ers (aufgestiegen)
- 2015 Hamburg Marines (kein Aufsteiger)
- 2016 Hamburg Marines (aufgestiegen)
- 2017 Elmshorn Alligators (aufgestiegen)
- 2018 Großhansdorf Skunks (kein Aufsteiger)
- 2019 Hamburg Stealers III (kein Aufsteiger)
- 2020 keine Saison aufgrund Covid-19
- 2021 Hamburg Marines (kein Aufsteiger)
- 2022 Lütjensee Lakers (kein Aufsteiger)
- 2023 Hamburg Marines I  (kein Aufsteiger)
- 2024 Hamburg Marines I[4]

### Softball-Verbandsliga Nord Pool A
- 2016 Hamburg Knights II
- 2017 Hamburg Wildcats
- 2018 Hamburg Knights II
- 2019 Berlin Challengers
- 2022 Berlin Challengers I
- 2023 Berlin Ravens
- 2024 Berlin Ravens[5]